# Os Desafinados
Os Desafinados é um filme brasileiro produzido em 2006 e lançado em 2008, dirigido por Walter Lima Jr.. Rodrigo Santoro, Selton Mello, Ângelo Paes Leme, Jair Oliveira e André Moraes interpretam os cinco amigos músicos que formam o projeto musical Bossa Cinco. O elenco ainda conta com Cláudia Abreu, Alessandra Negrini e Vanessa Gerbelli.

## Sinopse
Nos anos 1960, cinco amigos formam a banda Rio Bossa Cinco. Eles buscam o sucesso e sonham tocar no Carnegie Hall. Assim, vão para Manhattan e, lá, encontram uma musa, filha de uma brasileira com um americano que volta com eles ao Brasil e se junta ao grupo. O filme é pontuado pelo movimento musical da Bossa Nova e pelo momento político no Brasil.

## Elenco
| Elenco             | Papel   |
| Rodrigo Santoro    | Joaquim |
| Selton Mello       | Dico    |
| Ângelo Paes Leme   | Davi    |
| Jair Oliveira      | Geraldo |
| André Moraes       | PC      |
| Cláudia Abreu      | Glória  |
| Alessandra Negrini | Luíza   |
| Vanessa Gerbelli   | Dora    |
| Michel Bercovitch  | Leon    |
| Ailton Graça       | Marcos  |